# ブレー (衣服)
ブレー（仏: braies）は、中世初期から15世紀にかけて西欧男子が用いた長ズボン。

## 歴史
ブレーの起源は古代ゲルマン人まで遡る。古代ローマ人が紀元前121年にガリア人を征服したとき、その長ズボンを野蛮な風俗とみなして、ローマ人は彼らを "Gallia Bracata"（長ズボンを穿いたガリア人）と蔑んだ。しかし中世初期以降は、乗馬の必要性からこの長ズボンが男子の中心的脚衣として広く使われるようになった。
初期のブレーは麻製のゆったりした長ズボンだった。ウェストには穴があけられ、そこに紐を通し絞って使用した。裾は革のゲートルを巻いて絞るか、紐でくくるか、あるいはショースを上から履いてその上端を紐の靴下留めで支えるかした。
13世紀から14世紀になると、素材に皮革製のものが現れ、また布製の場合は裾丈が膝下から足首のものまで様々なものが作られた。ブレーの上端は革製のベルトでウェストに支えられた。丈の短い上衣が現れると、ゆったりしたブレーはバランス上、丈が短くなり、逆にショースの丈が長くなっていた。15世紀にはショースの丈が腰を包むほどに伸び、その結果ブレーは腰まわりを覆うだけの肌着（ズボン下）と化した。ブレーという名称は1400年頃まで使われたが、15世紀後半からプティ・ドラ (petits draps) という名称に取って代わられた。プティ・ドラは腿のあたりまで丈のある麻製もしくは絹製のズボン下であり、オー・ド・ショースをその上に穿いた。